# The Malay Archipelago

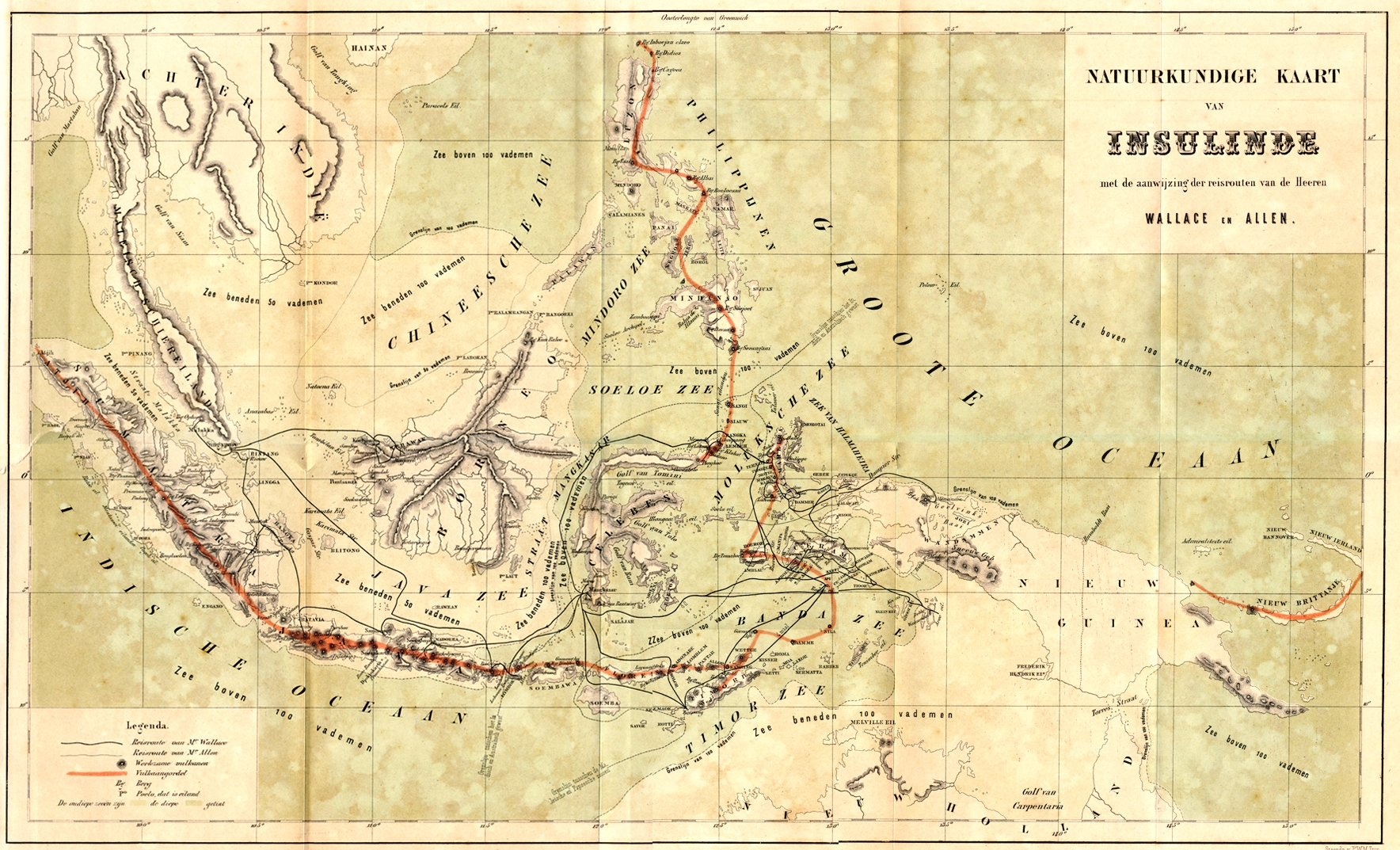
Mapa de The Malay Archipelago mostrando la geografía del archipiélago y los viajes de Alfred Russel Wallace (líneas rojas) y cadenas volcánicas (líneas rojas)

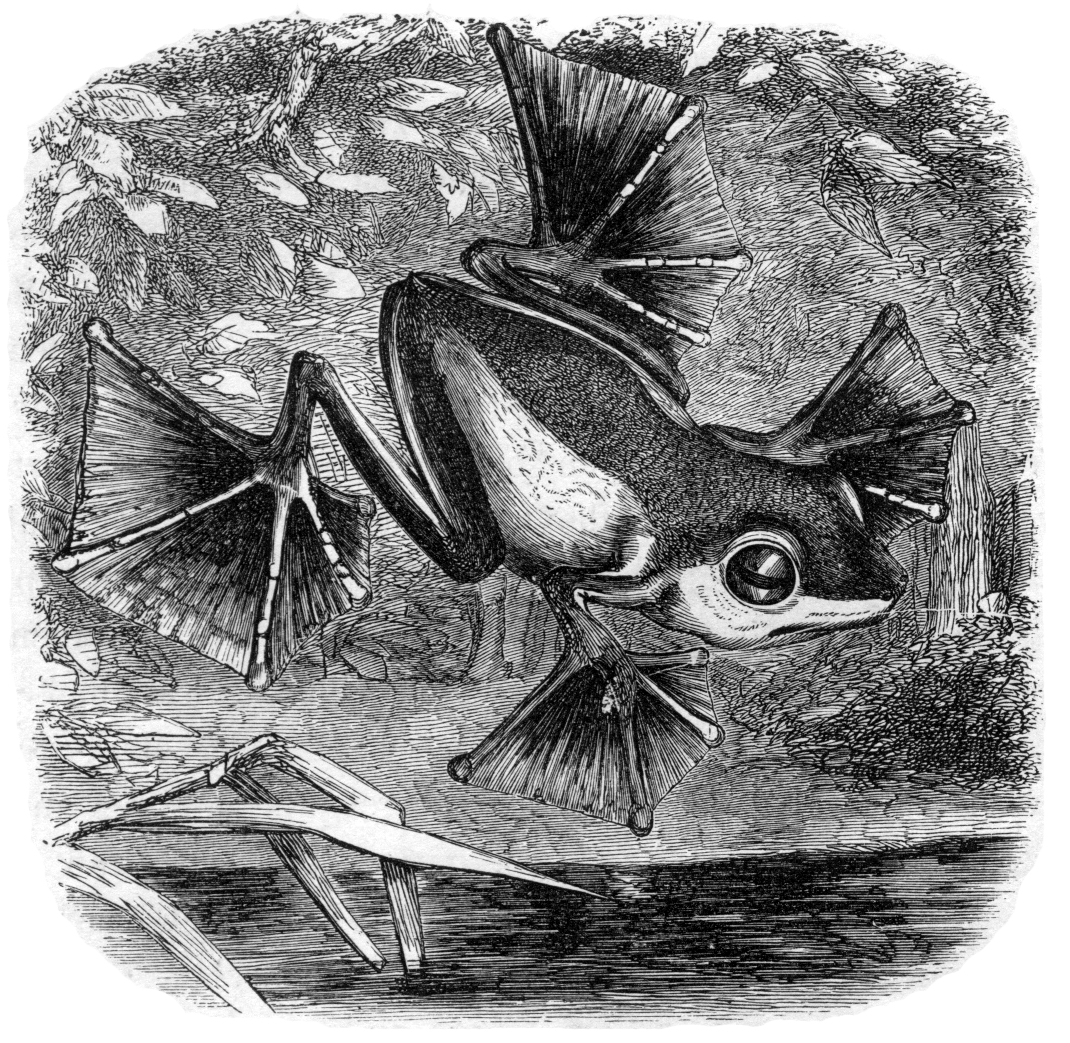
Illustración de una Rhacophorus nigropalmatus procedente de The Malay Archipelago

The Malay Archipelago, (en español, El Archipiélago Malayo, publicado también como Viaje al Archipiélago Malayo) es un libro escrito por el naturalista inglés Alfred Russel Wallace que narra sus exploraciones científicas en un período de ocho años, de 1854 a 1862, en la parte sur del archipiélago malayo incluyendo Malasia, Singapur y las islas de Indonesia que eran en aquel entonces conocidas como Indias Orientales Neerlandesas además de la isla de Nueva Guinea.
El libro está dedicado a Charles Darwin.

## Publicación y acogida

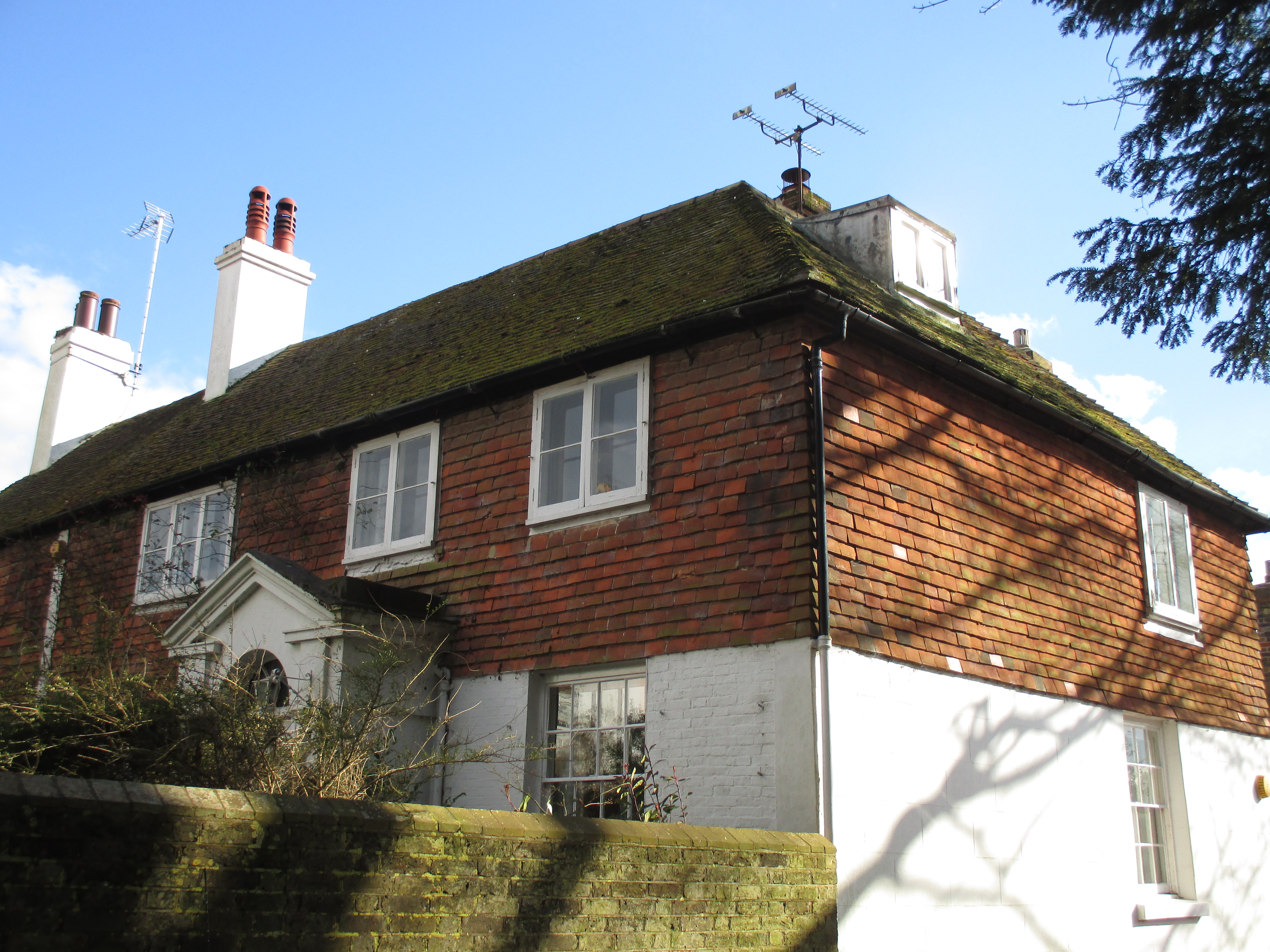
Treeps, Hurstpierpoint, la casa donde se escribió en gran parte El Archipiélago Malayo.

Fue publicado por primera vez en 1869 en dos volúmenes por Macmillan and Company y fue revisado en 10 ediciones, siendo la última de ellas de 1890. Se le considera como uno de los libros más influyentes escrito sobre las islas de Indonesia.

## Contenido
El prefacio resume los viajes de Wallace, los miles de especies coleccionadas, y algunos de los resultados de sus análisis tras su vuelta a Inglaterra. En el primer capítulo describe la geografía y geología de las islas con especial atención en el papel que desarrollan los volcanes y los terremotos. También argumenta sobre el patrón en la flora y la fauna y propone la división de las islas en lo que se ha dado en llamar línea de Wallace. Esta división se realiza en función de aquellos animales que presenten mayor similitud con la fauna de Asia y aquellos que resulten más cercanos a la fauna Australiana. El resto de capítulos tratan sobre las islas que visitó Wallace. Estos capítulos incluyen descripciones tanto sobre las gentes, sus idiomas, hábitos y organización social como sobre las plantas y animales halladas en cada zona. Trata también sobre los patrones de biogeografía que observa y su importancia e implicaciones en la historia natural, ya sea en términos de biología (evolución) como de historia geológica de una región. También narra experiencias vividas en su viaje. El último capítulo es un vistazo general a las razas, lengua y cultura de las gentes que habitan en la región y una especulación sobre qué indicarían estas diferencias en la historia de esas gentes.